# Azul tequila
Azul tequila es una telenovela de drama de época mexicana producida por ZUBA Producciones para TV Azteca, emitida entre 1998 y 1999. La telenovela es una historia original de Alfonso Acebal y Jorge Landa, que se sitúa en el siglo XIX. Se estrenó por Azteca Trece el 5 de octubre de 1998, tomando el horario que dejó vacante Señora y finalizó el 14 de mayo de 1999 siendo reemplazado por Marea brava.
Esta protagonizada por Bárbara Mori y Mauricio Ochmann, junto con Rogelio Guerra, Víctor González, Úrsula Prats, Arturo Beristáin, Ximena Rubio y Oscar Castañeda en los roles antagónicos y cuenta con las actuaciones estelares de Fabiola Campomanes, Leonardo Daniel, Nubia Martí, Tomás Goros, Lourdes Villarreal, Claudine Sosa y Lorena Rojas.

## Sinopsis
Don Adolfo Berriozabal (Rogelio Guerra) es dueño de "La Concordia", un gran imperio tequilero que ha prometido heredar a su primer nieto. Así, los hermanos Arcadio (Víctor González) y Santiago Berriozabal (Mauricio Ochmann) luchan constantemente por el control de "La Concordia" y por la preferencia de su padre.
Arcadio decide casarse con Azul (Bárbara Mori), sin importarle el gran amor que existe entre ella y su hermano. El día de su boda es interrumpido por una revolución agraria, Santiago decide unirse a los trabajadores para luchar en contra del dominio de su padre, quedando como un cobarde mientras Azul es raptada de La Concordia por un grupo de bandoleros. Tras un malentendido Azul cree que ha quedado estéril, y decide que no puede condenar al hombre que ama a su propia desgracia. Entonces decide huir buscando la ayuda de Lorenza San Martín (Fabiola Campomanes), la joven que le salvó la vida cuando estuvo a punto de morir.
Paralelamente, el padre de Azul y su prometido deciden darla por muerta antes que manchar su apellido con el supuesto ultraje. Azul y Lorenza huyen para evitar que se sepa el secreto y cuando deciden regresar Lorenza trata de seducir a Arcadio para casarse con él y al mismo tiempo le oculta a Azul que ella en realidad no es estéril.
Al regreso de ambas, debido a una confusión, Arcadio cree que Azul ha sido ultrajada y es rechazada por él y por su padre, sin saber que esa desgracia la ha corrido Lorenza en su lugar. Azul se ve obligada a aceptar la ayuda de Mariano de Icaza (Leonardo Daniel), el tío viudo de Lorenza, quien está enamorado de ella. Más tarde Santiago se entera de que Azul nunca murió y que vive en casa de Mariano de Icaza, mientras que en el pueblo corre el rumor de que Azul y Mariano son amantes.
Despechado y rechazado por Azul, Santiago decide casarse con la despiadada María Jacinta (Ximena Rubio), hija de Mariano y prima de Lorenza.
Arcadio se entera de que Lorenza va a tener un hijo y la acepta, pero ella le oculta a toda costa la procedencia del mismo. Arcadio se entera del engaño y se refugia en el alcohol. Al final María Jacinta se da cuenta del gran amor que existe entre Azul y Santiago y decide anular su matrimonio para que su esposo quede libre.

## Reparto
- Bárbara Mori como Azul Vidal / Soledad
- Mauricio Ochmann como Santiago Berriozábal
- Rogelio Guerra como Adolfo Berriozábal
- Leonardo Daniel como Mariano de Icaza
- Fabiola Campomanes como Lorenza San Martín de Icaza
- Víctor González como Arcadio Berriozábal
- Úrsula Prats como Hilda
- Arturo Beristáin como Justino Vidal
- Nubia Martí como María Clara Berriozábal
- Ximena Rubio como María Jacinta de Icaza
- Tomás Goros como Dr. Demetrio Galarza
- Claudine Sosa como Matilde
- Lourdes Villarreal como Macrina
- Gloria Peralta como Lázara
- Xavier Massimi como Fabián Vidal
- Laura Padilla como Brígida
- Oscar Castañeda como Nicanor
- Martín Breck como Abundio
- Roxana Ramos como Ubenza
- Lorena Rojas como Catalina
- Roberto "Raki" Ríos como El Chamuco
- Edmundo Arizpe
- Rafael Cortés
- Jorge Celaya
- Tomás Leal
- César Cansdales
- Pedro Luévano

## Premios y nominaciones

### Premios ACE New York 1999
| Categoría                  | Persona                          | Resultado |
| -------------------------- | -------------------------------- | --------- |
| Productores Más Destacados | Christian Bach y Humberto Zurita | Ganadores |
| Mejor Actriz de Reparto    | Claudine Sosa                    | Ganadora  |
| Mejor Actor de Revelación  | Mauricio Ochmann                 | Ganador   |

- Datos: Q6392059